# 线叶银背藤
线叶银背藤（学名：Argyreia lineariloba）为旋花科银背藤属的植物，为中国的特有植物。分布在中国大陆的云南等地，生长于海拔1,250米的地区，多生长在草坡，目前尚未由人工引种栽培。